# Józef Chłapowski
Józef Chłapowski z Chłapowa, herbu Dryja (ur. 1756, zm. 1826) – starosta kościański w 1780 roku, kawaler Orderu Orła Białego (1787).

## Życiorys
Poseł na sejm 1782 roku z województwa poznańskiego. Był członkiem delegacji poznańskiej do Napoleona. W 1812 roku przystąpił do Konfederacji Generalnej Królestwa Polskiego.
Jego szczątki spoczywają na przykościelnym cmentarzu parafialnym w Rąbiniu.

## Rodzina
| 4. Stanisław Chłapowski(kasztelan międzyrzecki) |  |                            |  |  |                                              |
|                                                 |  | 2. Józef Chłapowski        |  |  |                                              |
| 5. Teresa z Kwileckich                          |  |                            |  |  |                                              |
|                                                 |  |                            |  |  | 1. Dezydery Chłapowski(generał, organicznik) |
| 6. Andrzej Moszczeński                          |  |                            |  |  |                                              |
|                                                 |  | 3. Urszula z Moszczeńskich |  |  |                                              |
| 7. Elżbieta Urszulaz Przebendowskich            |  |                            |  |  |                                              |
|                                                 |  |                            |  |  |                                              |

## W kulturze
Jest jednym z bohaterów polskiego serialu historycznego Najdłuższa wojna nowoczesnej Europy w reżyserii Jerzego Sztwiertni. Odtwórcą jego roli był Andrzej Szalawski.